# 肋獅鼻貝屬
肋獅鼻貝屬（學名：Pleuropugnoides）是獅鼻貝科下已滅絕的一個屬，生存在石炭紀海洋的礁石間。這種腕足動物體型相對較小，貝殼略呈三角形。腹殼的中後部凸起，前緣的部份則凹入，形成巨大的溝。殼上有明顯的放射狀肋紋。

## 外部連結
- Pleuropugnoides in the Paleobiology Database